# Коробейников, Иван Михайлович
Иван Михайлович Коробейников (19 апреля 1939 — 27 октября 2022) — советский военачальник, генерал-лейтенант (1989). Начальник войск Среднеазиатского пограничного округа (1987—1990). Начальник Главного штаба — первый заместитель Председателя Комитета по охране государственной границы СССР (1991—1992).

## Биография
Родился 19 апреля 1939 года в селе Бехтеевка Корочанского района (ныне — Белгородской области) в крестьянской семье.
С 1959 по 1962 год обучался в Московском пограничном училище КГБ при СМ СССР. С 1966 по 1969 год обучался в Военной академии имени М. В. Фрунзе.
С 1958 года на военной службе в рядах Пограничных войск КГБ при СМ СССР в должности стрелка учебного пункта 59-го пограничного отряда в составе Тихоокеанского пограничного округа. С 1962 года служил в 42-м пограничном отряде в составе Закавказского пограничного округа в должностях командира взвода, заместителя начальника и начальника пограничной заставы.
С 1969 по 1975 год на педагогической работе в Высшем пограничном командном Краснознаменном училище КГБ при СМ СССР имени Ф. Э. Дзержинского в качестве преподавателя. С 1975 по 1980 год служил в составе Закавказского пограничного округа: с 1975 по 1978 год — заместитель начальника штаба и начальник первого отделения штаба 44-го пограничного отряда. С 1978 по 1980 год — начальник штаба 42-го пограничного отряда. С 1980 по 1983 год — начальник 22-го пограничного отряда в составе Западного пограничного округа.
С 1983 года служил в составе Среднеазиатского пограничного округа: с 1983 по 1984 год — заместитель начальника штаба, с 1984 по 1985 год — заместитель начальника оперативной группы, с 1986 года заместитель и первый заместитель начальника войск и одновременно с 1985 по 1987 год — руководитель оперативной группы. С 1987 по 1990 год — начальник войск Среднеазиатского пограничного округа.
С 1990 по 1991 год — начальник Управления боевой подготовки Пограничных войск КГБ СССР. С 1991 по 1992 год — начальник Главного штаба — первый заместитель Председателя Комитета по охране государственной границы СССР. С 1992 по 1996 год — председатель Координационной службы Совета командующих пограничными войсками СНГ.
Скоропостижно скончался 27 октября 2022 года на 84-м году жизни. Похоронен на Федеральном военном мемориале «Пантеон защитников Отечества».

## Награды
- Орден Ленина,
- Орден Красного Знамени,
- Орден Красной Звезды,
- Орден «За службу Родине в Вооруженных Силах СССР» III степени,
- Медаль «За отличие в охране государственной границы СССР»,[1][2]
- Медали СССР,
- Медали РФ,
- Нагрудный знак «Почётный пограничник СНГ», знак отличия «За укрепление границ государств-участников СНГ», нагрудный знак «За отличие в охране границ государств-участников СНГ»[5].